# Parkia biglobosa
Parkia biglobosa là một loài thực vật có hoa trong họ Đậu. Loài này được (Jacq.) G.Don miêu tả khoa học đầu tiên.

## Hình ảnh

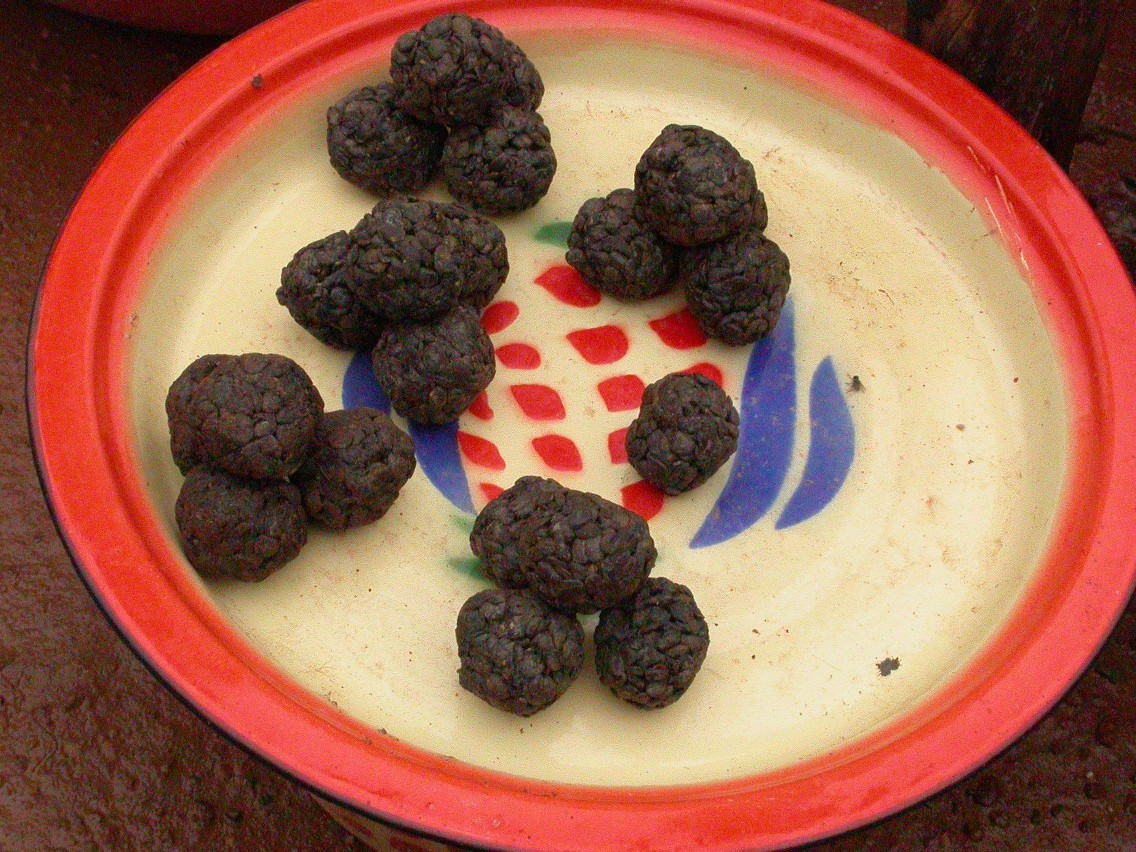
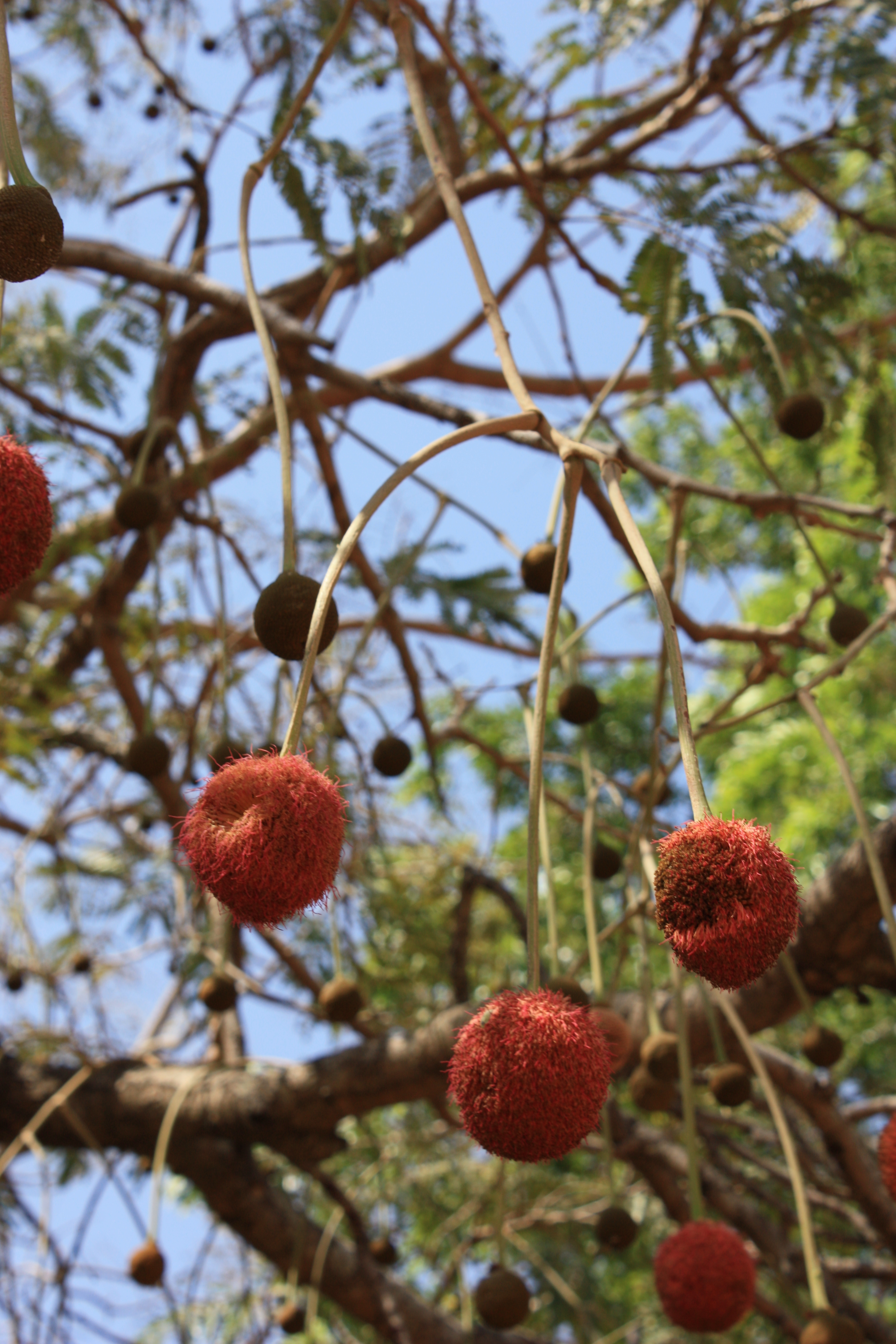